# Armatura gotica
Armatura gotica, per esteso armatura a piastre gotica (Gotischer Plattenpanzer in lingua tedesca), è il termine utilizzato per indicare l'armatura a piastre d'acciaio della cavalleria pesante tardomedievale. Si tratta di un'arma bianca da difesa coprente l'intero corpo dell'utente, la cui linea estetica risentì enormemente dei paralleli sviluppi artistici del tardo gotico imperante nel Sacro Romano Impero Germanico, nel Ducato di Borgogna e nel Regno di Francia, mentre in Italia andava germinando il Rinascimento. Veicolata dalla Borgogna, l'armatura gotica si diffuse anche a sud dell'arco alpino (Ducato di Savoia, Ducato di Milano, ecc.) e nel Regno d'Inghilterra.

## Storia
[...]
Con l'aprirsi del XVI secolo, la linea dell'armatura gotica iniziò ad essere oggetto di una sistematica revisione.

Durante il primo ventennio del Cinquecento, gli armaioli tedeschi, principalmente quelli operativi presso la corte di Massimiliano I d'Asburgo, quanto quelli italiani, iniziarono a produrre le cosiddette Armature gotiche tp. "Schott-Sonnenberg", facilmente identificabili per il loro aspetto più sobrio, tramite un'evidente riduzione delle più esagerate protuberanze gotiche (fond. le cuspidi su cubitiere e scarpe d'armi), pur conservando il guanto d'arme gotico e la bigoncia, con o senza barbozza, per la protezione della testa. Altra caratteristica di queste armature fu la presenza di scanalature del tipo wolfzähne ("zanne di lupo") sulle piastre.

Dalle armature "Schott-Sonnenberg" sarebbe poi stata sviluppata, sempre dagli armaioli di Innsbruck operanti per l'imperatore Massimiliano I, l'armatura massimilianea.

## Costruzione

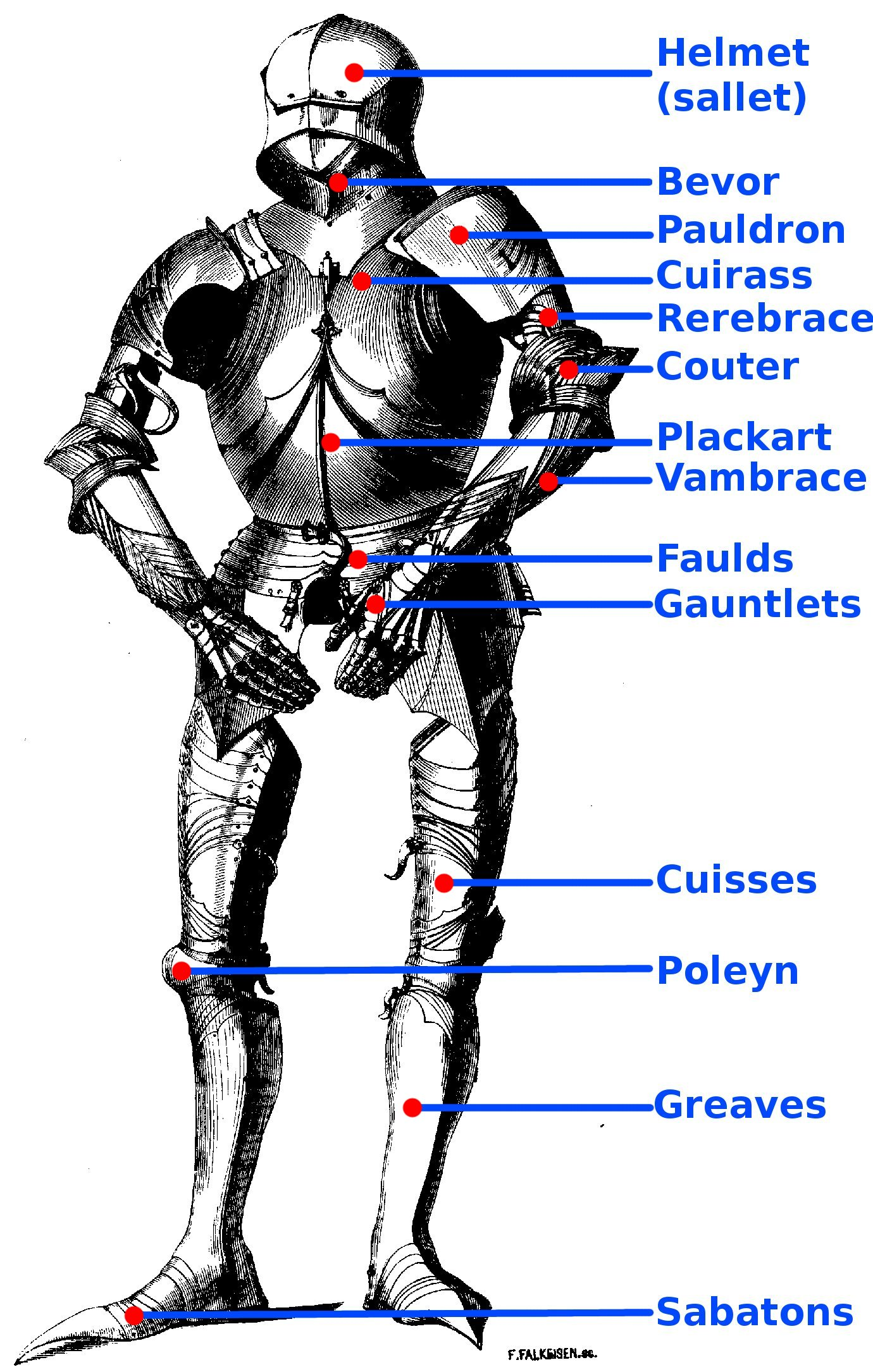
Spaccato delle componenti di un'armatura a piastre gotica.
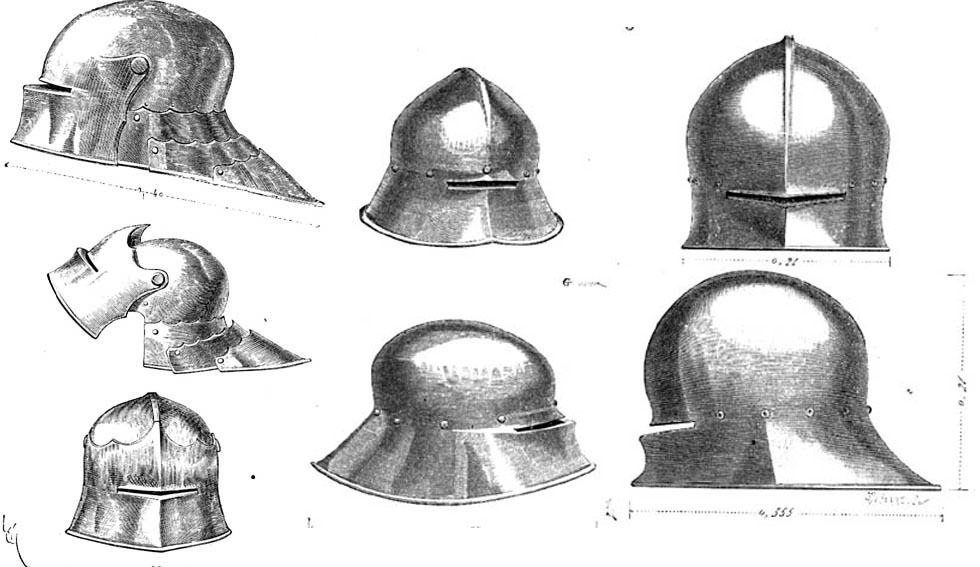
Elmi "gotici" a "bigoncia" - ill. Eugène Viollet-le-Duc
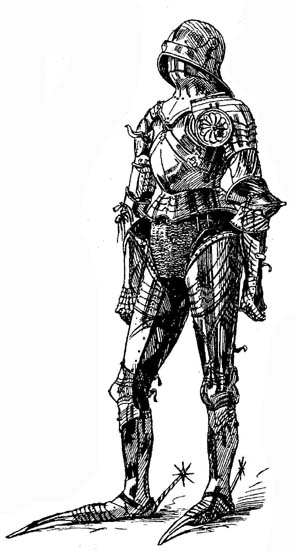
Armatura gotica di Sigismondo d'Austria - ill. di Wendelin Boeheim (1890)[3][4].
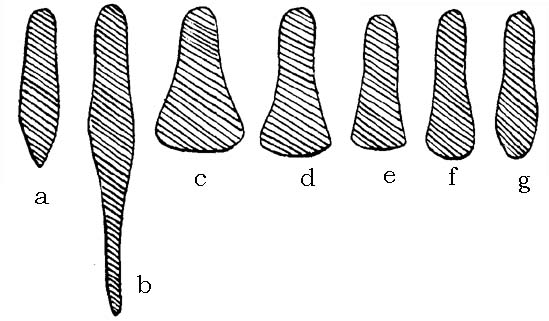
Evoluzione della calzatura corazzata nell'armatura a piastre - ill. di Wendelin Boeheim (1890): а) 1290–1390 b) 1300–1490 (armatura gotica) с) 1500–1530 d) 1530–1540 е) 1540–1550 f) 1550–1560
g) 1560–1590